# Medicina (Albacete)
Medicina es un barrio situado al sur de la ciudad española de Albacete. Se trata de uno de los barrios surgidos a principios del siglo XXI en la capital, en el que se alternan grandes edificios residenciales con viviendas adosadas. Tiene 4200 habitantes (2020). Alberga el Campus Biosanitario de la Universidad de Castilla-La Mancha y la Confederación Hidrográfica del Júcar. Según el índice inmobiliario de Fotocasa, es el barrio con el precio de la vivienda más caro de Castilla-La Mancha.

## Toponimia
La Facultad de Medicina del Campus Biosanitario de la Universidad de Castilla-La Mancha, establecido en la zona, nombró el barrio. Tras la distribución territorial a cargo del consistorio municipal de 2016 pasó a llamarse oficialmente barrio de «Medicina».

## Geografía

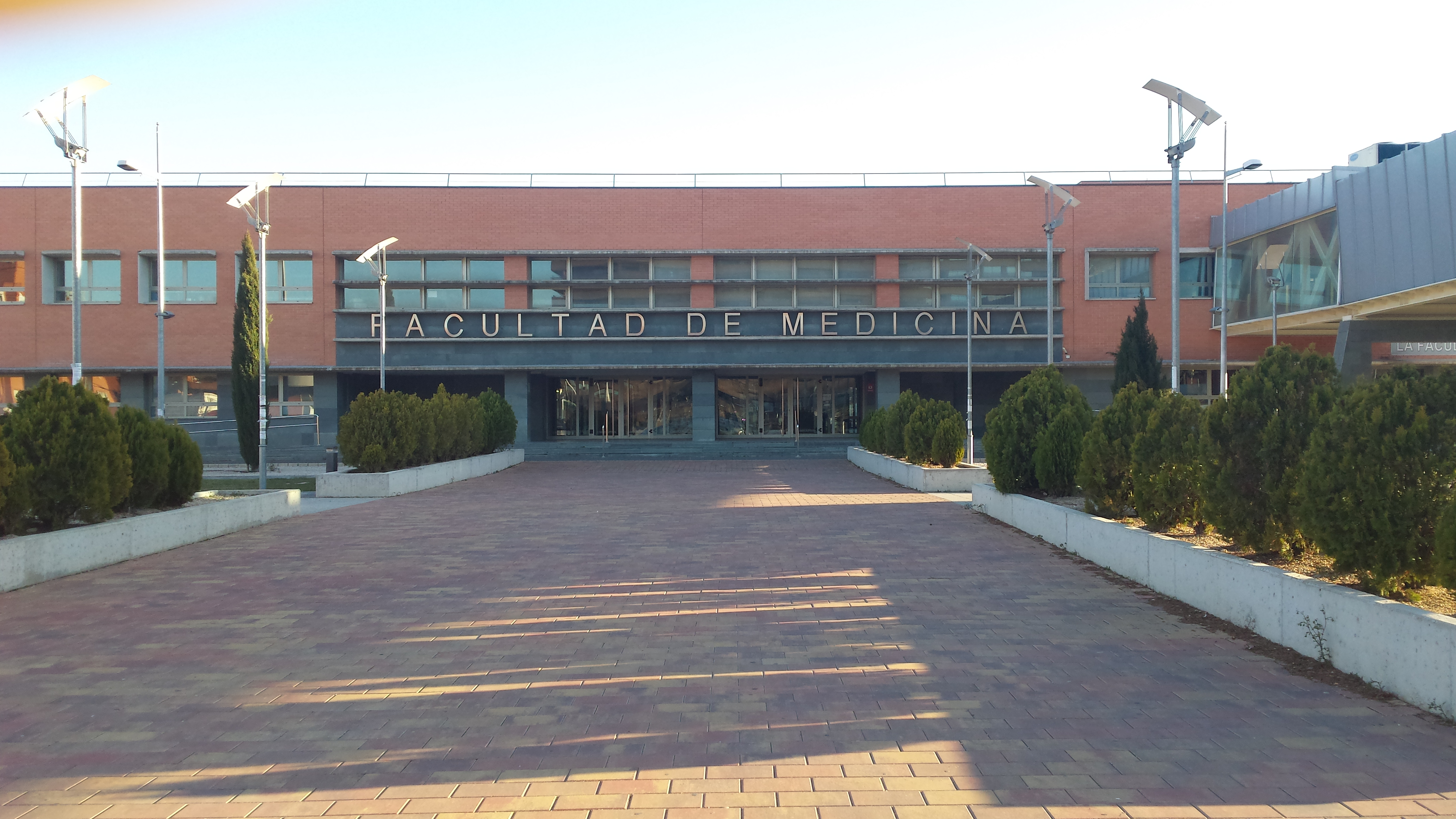
La Facultad de Medicina de Albacete fue el origen del nombre definitivo del barrio.

El barrio está situado al sur de Albacete, entre la carretera de Murcia al oeste, la calle Almansa (Circunvalación de Albacete) al norte, la carretera de Valencia al este y la avenida de la Mancha (segunda circunvalación de Albacete) al sur. La principal vía de comunicación que atraviesa el barrio es la avenida Doctor Francisco Gaspar Huelves, en dirección norte-sur. Linda con el barrio Hospital al norte y Hermanos Falcó al oeste.

## Demografía

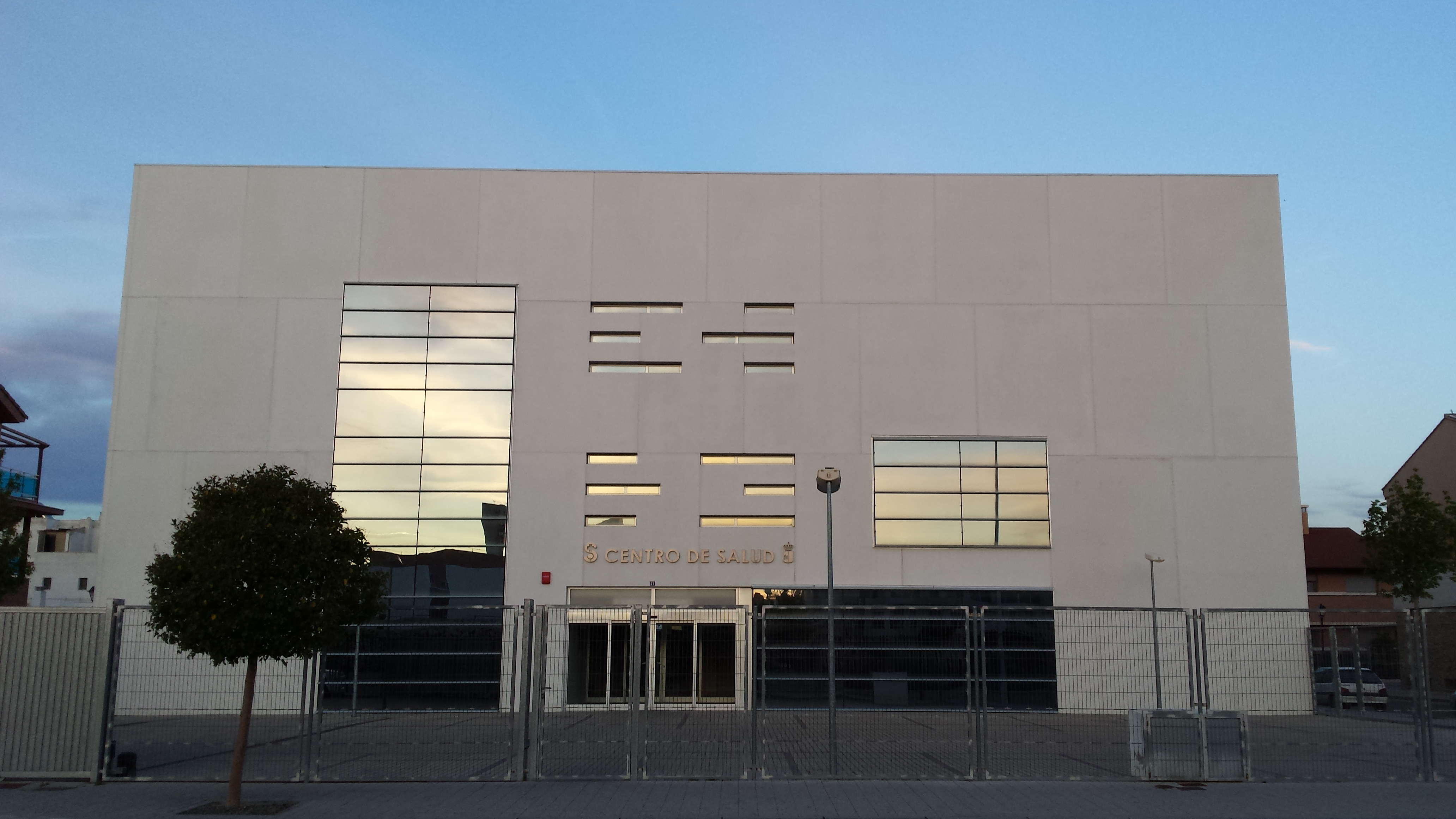
Centro de Salud Zona 1 de Albacete

El barrio de Medicina tiene 4200 habitantes en 2020.

## Educación e investigación

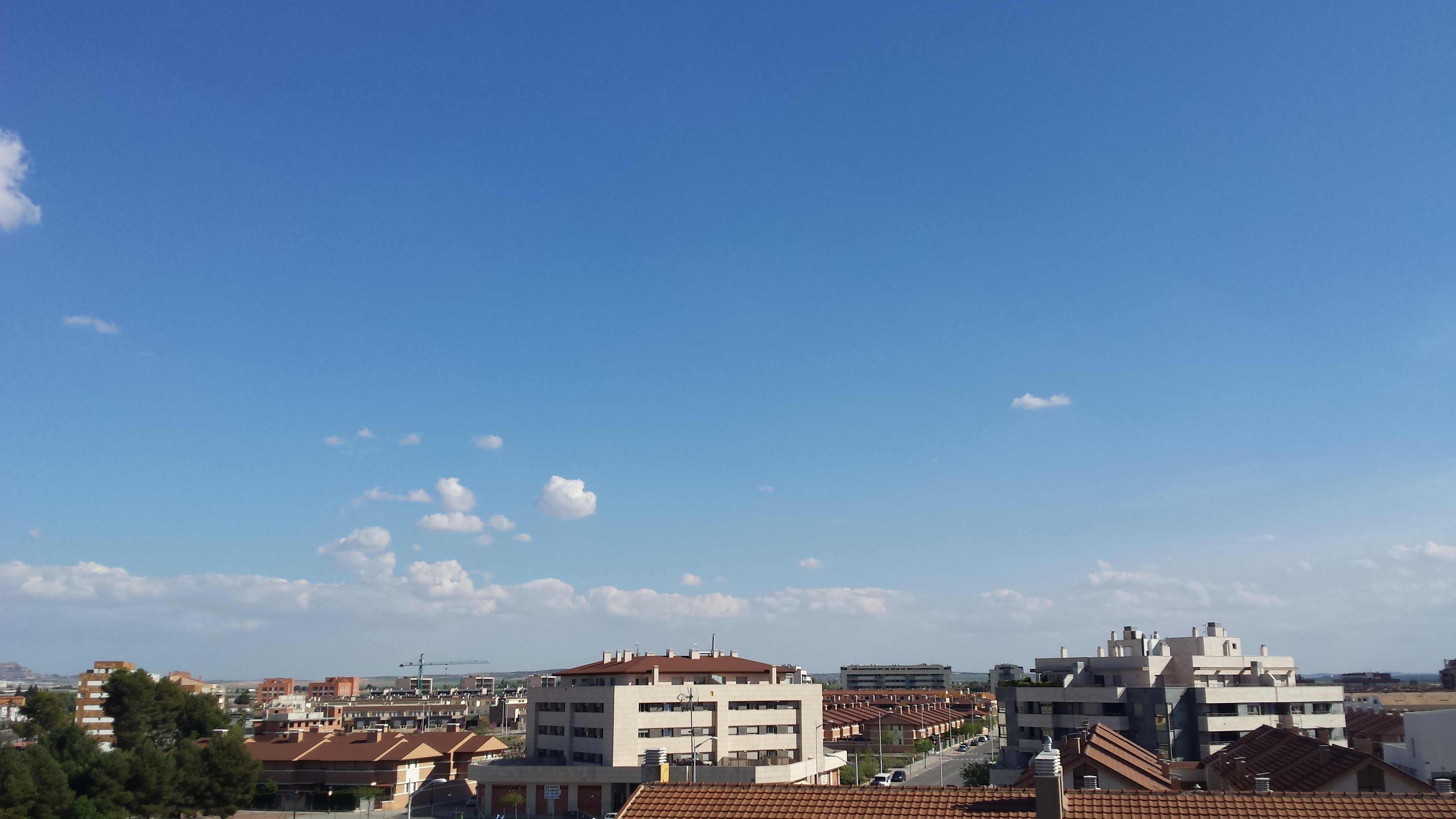
Vista panorámica del barrio de Medicina

El barrio alberga el Campus Biosanitario de Albacete de la Universidad de Castilla-La Mancha, que está integrado actualmente por los siguientes centros: la Facultad de Medicina, la Facultad de Farmacia, el Centro Regional de Investigaciones Biomédicas, el Instituto de Investigación en Discapacidades Neurológicas y la Bioincubadora de Empresas.

## Sanidad

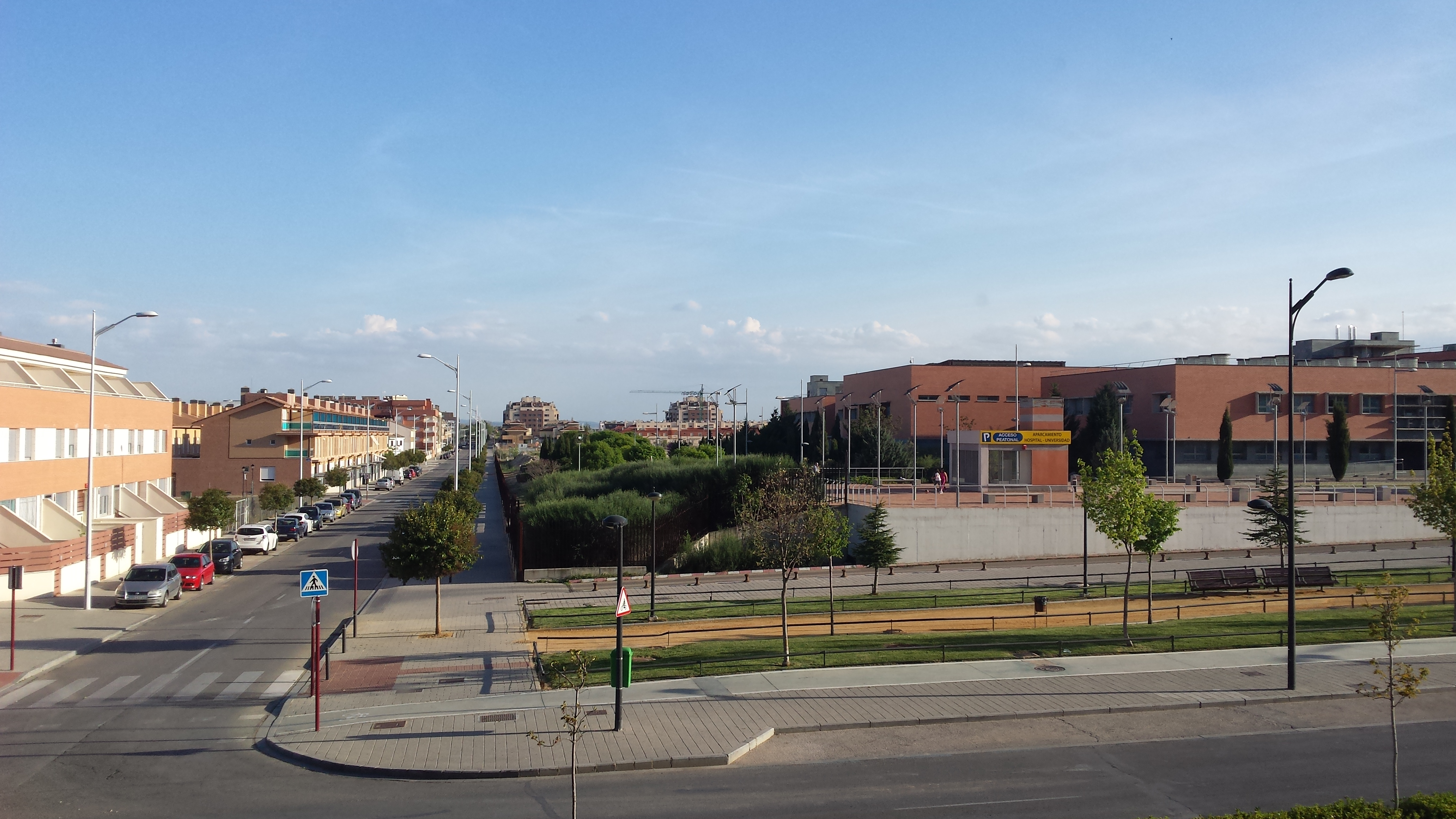
Vista del barrio y la facultad de medicina

Medicina acoge el Centro de Salud Zona 1 de Albacete, originalmente situado en el barrio del Hospital de la capital y trasladado a su actual ubicación en la calle Doctor José María Sánchez Ibáñez en 2010.

## Cultura
Medicina acoge la sede de la Confederación Hidrográfica del Júcar en Albacete. El barrio cuenta con la Asociación de Vecinos Barrio Medicina, fundada en 2014.

## Zonas verdes
Medicina cuenta con dos parques: el parque de los Scouts de Castilla-La Mancha, situado en la zona central, y el parque Félix Rodríguez de la Fuente al sur, en el que se ubica una escultura en su memoria. Además, cuenta con una extensa zona ajardinada a lo largo de la carretera de Valencia, con paseo, carril bici, tres pistas polideportivas y un parque infantil.

## Transporte
En autobús urbano, el barrio queda conectado mediante las siguientes líneas:
| Línea | Trayecto | Recorrido                                                         | Frecuencia    |
| ----- | --- | ----------------------------------------------------------------- | ------------- |
|       | Campus UCLM - Barrio de Vereda | Recorrido Archivado el 1 de noviembre de 2014 en Wayback Machine. | 12-18 minutos |
|       | Estación de Ferrocarril - Estación de Autobuses - Hospital General Universitario - Hospital Universitario Ntra. Señora del Perpetuo Socorro | Recorrido Archivado el 22 de febrero de 2014 en Wayback Machine.  | 15-22 minutos |